# Lee Bong-ju
Lee Bong-ju (Cheonan, Corea del Sur, 11 de octubre de 1970) es un atleta surcoreano retirado, especializado en la prueba de maratón en la que llegó a ser subcampeón olímpico en 1996.

## Carrera deportiva
En los JJ. OO. de Atlanta 1996 ganó la medalla de plata en la maratón, recorriendo los 42,195 km en un tiempo de 2:12:39 segundos, tras el sudafricano Josia Thugwane y por delante del keniano Erick Wainaina.